# 中華民國法律

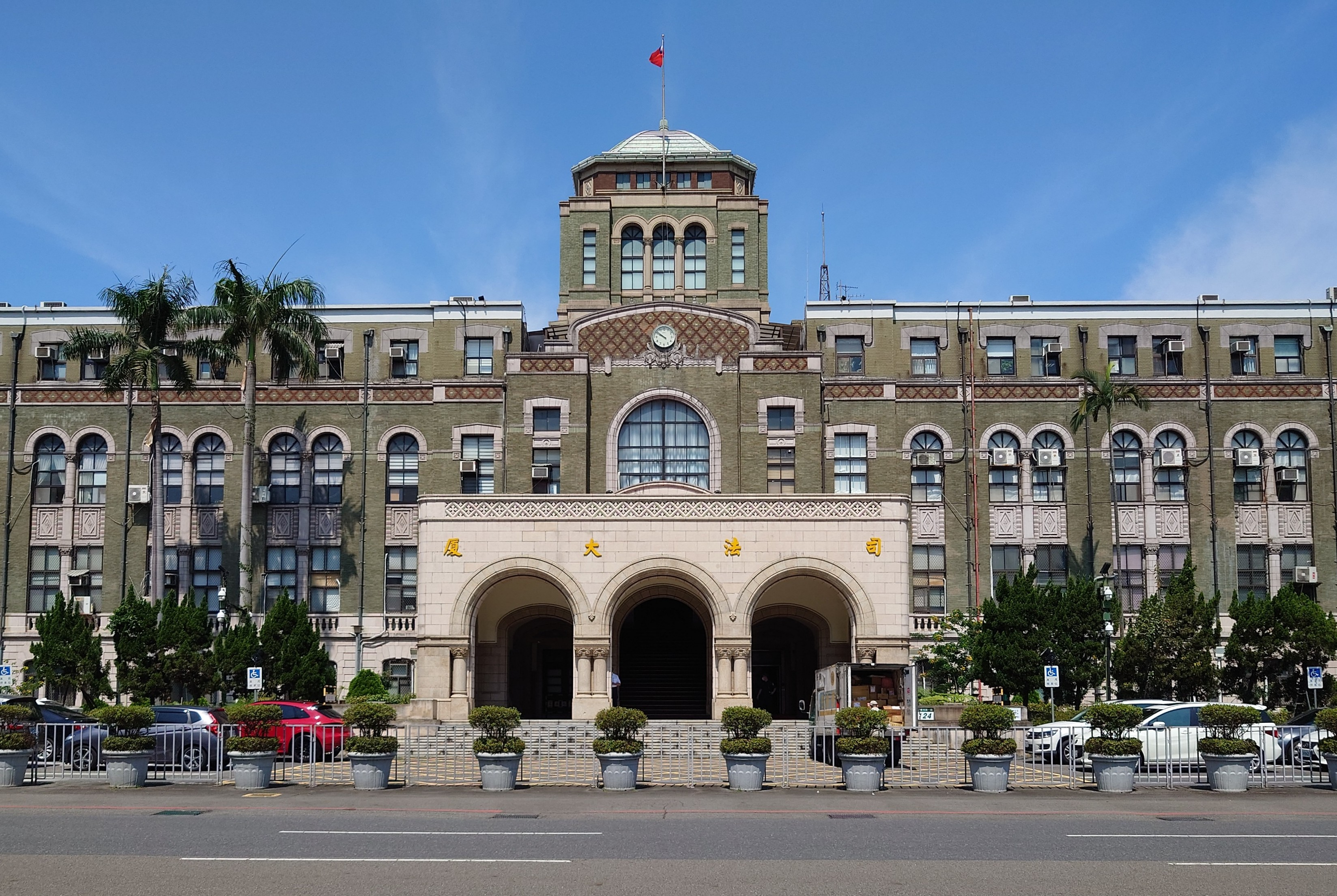
司法院是中華民國最高司法機關。圖為司法院之所在地，即司法大廈

中華民國法律分為憲法、法律、命令三個層級，以《中華民國憲法》為基礎，另訂《中央法規標準法》做為法律制定的統一指導標準，並以法律優位原則為國家法制的基本。在中華民國，法律的制定、修改與廢止等事務主要由立法院負責，各項草案由立法院會議決議通過後，再經總統公布後發生效力。法規架構主要採行大陸法系體系，憲法訴訟由司法院憲法法庭處理，民事訴訟、刑事訴訟、選舉相關訴訟案件等，歸於一般法院，行政訴訟歸行政法院；至於軍人則加上軍法之規範，並在戰爭時由國防部下設軍事法院（如高等軍事法院）負責審判，一般公務員則受《公務員服務法》及《公務員廉政倫理規範》約束，並由司法院下轄的懲戒法院專門審理公務員違法或失職之司法處分。此外，《中華民國憲法》及其增修條文賦予總統頒布緊急命令的權力，主要在國家面臨危難，並可能對財政、經濟或人民生命財產安全造成威脅時使用。緊急命令擁有能夠暫時更改或替代一般法律之效力，但總統頒布緊急命令須經行政院會議之決議，且發布後須於10日內送交立法院追認，否則緊急命令立即失效。
中華民國以《六法全書》，即憲法、行政法、民法、刑法、民事訴訟法與刑事訴訟法為最通用之法律。中華民國法律的制定，相當程度的參考同屬大陸法系的德國與日本，其中高達八成以上的法律條文是比照德國，尤其民法以德國、瑞士爲法律繼受的主要對象，因而使不少法律學者前往德國留學取得法學學位。

## 法律體系

### 概說
中華民國是大陸法系國家，以成文法（Statute Law）為法治基礎，與以判例法（Case Law）為基礎的英美法系不同。
依《中央法規標準法》第2條之規定，法律的名稱分為4種：法、律、條例、通則。法律需經過立法院立法程序，經由總統公布後施行。
1. 法屬於全國性、一般性或長期性事項之規定者。
2. 律屬於戰時軍事機關之特殊事項之規定。
3. 條例屬於地區性、專門性、特殊性或臨時性事項之規定者。
4. 通則屬於同一類事項共通適用之原則或組織之規定。

命令則為行政機關發布之具體辦法，不得違反憲法與法律的規定。依其性質稱為規程、規則、細則、辦法、綱要、標準或準則。，以上名稱僅為列舉參考之用，若採其他名稱亦不失其命令之效力。
1. 規程：屬於規定機關組織、處務準據者稱之。
2. 規則：屬於規定應行遵守或應行照辦之事項者稱之。
3. 細則：屬於規定法律施行之細節性、技術性、程序性事項或就法律另作補充解釋者稱之。
4. 辦法：屬於規定辦理事務之方法、權限或權責者稱之。
5. 綱要：屬於規定一定原則或要項者稱之。
6. 標準：屬於規定一定程度、規格或條件者稱之。
7. 準則：屬於規定作為之準據、範式或程序者稱之。

#### 地方法規
依《地方制度法》，直轄市政府、縣（市）政府、鄉（鎮、市）公所得在其自治範圍或依中央法律、法規之授權，制定自治法規，分為「自治條例」與「自治規則」二種。前者需地方立法機關通過，後者僅需地方行政機關批准發布即可。

##### 地方法規之命名
各地方自治條例，依等級劃分為直轄市法規、縣（市）規章、鄉（鎮、市）規約；至於自治規則，由各機關自行以性質命名之，並於發布後送請行政院、中央政府主管機關或縣（市）政府備查，並分別函送各該地方立法機關查照。

### 法規體系
中華民國法律一般可分為：
- 憲法：包含人民基本權利以及任何中央、地方法規體制之規定，司法院所做出之相關憲法性文件亦具同等效力，包含《中華民國憲法》、《中華民國憲法增修條文》。此外，司法院大法官所頒布的憲法解釋與憲法法庭宣示的判決也被認為具有同等於憲法的效力。
- 憲法程序法：自2022年1月4日起，中華民國之違憲審查改採訴訟形式進行；《憲法訴訟法》亦成為憲法訴訟所遵循之程序法規，及憲法法庭行使職權之最主要法律依據[7]。
- 民事實體法：舉例來說有《民法》、《商事法》、《消費者保護法》及其他特別民法。
- 民事程序法：舉例來說有《民事訴訟法》、《非訟事件法》、《家事事件法》及《強制執行法》等。
- 刑事實體法：舉例來說有《中華民國刑法》、《中華民國陸海空軍刑法》（簡稱《軍法》）、《貪污治罪條例》及其他規定於各法律中的刑事責任規定（即特別刑法）。
- 刑事程序法：舉例來說有《刑事訴訟法》、《提審法》、《羈押法》、《國民法官法》等。
- 行政法：舉例來說有《行政程序法》、《請願法》、《訴願法》、《行政訴訟法》、《行政罰法》、《行政執行法》為行政法總則；《國家賠償法》、《刑事補償法》以及其他各行政單位相關法規為行政法分則。中華民國所謂行政法並非專指一部獨立法典，而是指一切有關政府公權力的法律總稱。

## 歷史淵源

### 歐洲大陸法
中華民國法律屬於大陸法系，其法規、法律原則等自然與近現代大陸法的源頭德、法兩國脫不了關係。
法治國（Rechtsstaat，國家行使權力必須受到法律拘束）以及成文法（Gesetzesrecht）等特色均源於以上兩國。
大陸法系的主要法源是成文法典、習慣法、法理等。
相對的，英美兩國採用的是普通法制度，判例法以及習慣法作為法源的比重非常之高。
其思想則著重於法之支配（即法律高於一切，包括政府）。

### 日本法
中華民國採用大陸法而非英美普通法是因為現代法律的主要制度以及知識在二十世紀初由日本傳來。
採用原因包括清末民初時，中國法政界不少舉足輕重的人物均在日本接受教育，對英國西敏寺體制、美國華盛頓體制生疏，故而偏好日本的法制。其次，當時學界普遍認為由日本政客精心打造的日本法較適合中國的風土民情、傳統，故予以效仿。 
至今，日本法的影響處處可見，形式上最為明顯的是民國的法典、法律的合集本同日本仍稱六法全書。

## 法院體系

### 憲法法庭
中華民國司法體系並無獨立設立之“憲法法院”（如韓國憲法法院），而是設立隸屬司法院之憲法法庭，由大法官組成。依據《憲法訴訟法》，憲法法庭依法執行法規範憲法審查、裁判憲法審查案件、機關爭議案件、正副總統彈劾案件、政黨違憲解散案件、地方自治保障案件、統一解釋法律及命令案件。

### 普通法院
一般民事以及刑事案件由普通法院管轄，採三級三審制；但部分訴訟案件，例外採二級二審制。
普通法院體系按照正常訴訟程序，依序為：
1. 地方法院：中華民國自由地區共設置21個地方法院，原則上為一縣一地方法院，設於直轄市、省轄市之地方法院通常管轄至鄰近的縣，大臺北地區（臺北市、新北市、基隆市）共設有臺北、士林、新北、基隆4個地方法院；大高雄地區（舊高雄市、原高雄縣部分轄區[註 5]、屏東縣屏東市、屏東縣麟洛鄉[註 6]）則設有高雄、橋頭、屏東3個地方法院。
2. 高等法院：臺灣高等法院本院設於臺北市，並設有臺中、臺南、高雄及花蓮四個分院。福建高等法院無本院，目前設有金門分院，轄區為福建省金門、連江兩縣。福建高等法院金門分院於行政上由司法院直轄。
3. 最高法院：最高法院現設於臺北市，為一般民事、刑事案件之終審法院。最高法院判決確定後，不得再上訴。但若刑事案件裁判確定後有違背法令之情形，則得由最高檢察署檢察總長對最高法院提出非常上訴[8]。

### 專業法院
除一般普通法院外，為因應專業案件，得視情況設置專業法院。

#### 少年法院
中華民國自由地區目前僅設臺灣高雄少年及家事法院，負責審理高雄市兒童及少年觸犯刑罰法律事件，其位階與一般地方法院同等。其他縣市之兒少刑事案件，則由負責管轄該縣市之地方法院另外開設少年法庭審理。

#### 智慧財產及商業法院
中華民國於2008年7月1日成立智慧財產法院，並於2021年依據《智慧財產及商業法院組織法》之規定改組為智慧財產及商業法院，院本部位於新北市，負責審理智慧財產與商業訴訟案件。其案件包含第一、二審之民事、刑事智慧財產案件與第一審之行政智慧財產案件及《商業事件審理法》規定由商業法院管轄之商業事件。

### 行政法院
行政訴訟由行政法院管轄，採三級二審制：
1. 地方行政法院：目前尚未有設置。在設置前，由原來之地方法院行政訴訟庭改隸於高等行政法院，名為「高等行政法院地方行政訴訟庭」，負責審理簡易案件。訴訟標的金額或價額在150萬元以下的行政處分或法益較輕微之案件，由本層級之法院/庭負責第一審。[9]
2. 高等行政法院：高等行政法院為行政訴訟案件第一審管轄法院，目前設有臺北、臺中及高雄三所高等行政法院。
3. 最高行政法院：設於臺北市（中央政府所在地）。

2011年時，為配合司法院規畫將行政訴訟由二級二審改為三級二審，於地方法院設立行政訴訟庭審理簡易訴訟程序及交通裁決等事件，立法院三讀通過《行政訴訟法》、《行政訴訟法施行法》、《智慧財產案件審理法》、《智慧財產法院組織法》、《法院組織法》、《行政法院組織法》及《道路交通管理處罰條例》等7項法律修正案。為便利民眾訴訟，並使公法爭議事件能回歸適用行政訴訟程序審判，使實務與學理歸於一致，司法院經審慎評估後，規劃將行政訴訟改制為三級二審，於地方法院設置行政訴訟庭，辦理行政訴訟簡易程序、保全證據、保全程序及強制執行等事件，並將不服交通裁決之事件改由地方法院行政訴訟庭依行政訴訟程序審理。2012年9月6日，行政訴訟由二級二審制改為三級二審制，於地方法院設置行政訴訟庭。
2022年6月，《行政訴訟法》再修正，改在高等行政法院下設地方行政訴訟庭。

### 懲戒法院
懲戒法院，是屬中華民國司法院下設的機關，與最高法院、最高行政法院同為中華民國司法制度中的終審法院，掌理全國公務員之懲戒以及職務監督影響法官審判獨立等事項。監察院通過之彈劾案可交由懲戒法院審判。
懲戒法院前稱為「公務員懲戒委員會」，除法官、檢察官由司法院職務法庭審理外，凡遇公務員有違法失職情事，不論職等高低、政務官或事務官，統由該會依法審判。
2020年5月，立法院三讀通過《公務員懲戒法》、《公務員懲戒委員會組織法》修正草案，將組織法修改為《懲戒法院組織法》並修改相關條文名稱，並由一級一審制改為為一級二審制；原司法院職務法庭亦改隸懲戒法院。

### 軍事法院（戰時）
依《軍事審判法》之規定，軍事法院隸屬於國防部，而非司法院。軍事法院分為最高軍事法院、高等軍事法院以及地方軍事法院，除最高軍事法院應設於中央政府所在地（臺北市）外，均由國防部視部隊任務需要設置。
且需注意的是，最高軍事法院雖然名曰“最高”，但並非表示其為軍事案件的終審機關。關於最高軍事法院所做出的判決，在釋字436號解釋之後，可以依案件性質上訴至普通法院中的高等法院或最高法院。
立法院於2013年8月6日三讀通過修正《軍事審判法》第1條、第34條和第237條。現役軍人於非戰時之期間，若觸犯《陸海空軍刑法》之凌虐部屬罪、以強暴、脅迫、恐嚇或其他不正當方法阻撓部屬請願等，以及違犯殺人、妨害性自主等罪者，移至普通司法機關追訴、處罰。凌虐部屬罪、不應懲罰而懲罰罪、阻撓部屬陳情罪等軍刑事案件，自軍事審判法修法公告後，非戰時之期間即從軍法機關移轉至普通司法機關追訴處罰，至於其他刑事案件將於公告5個月後施行。此意味在非戰時或中華民國非實施戒嚴之期間，中華民國之軍事刑案轉由普通法院及其檢察署成立軍事審判專庭（股）進行追訴與處罰，改變軍事刑案一直以來事實審（一、二審）之部分均由中華民國國防部之軍事法院檢察署、軍事法院追訴、處罰之狀態。

## 檢察體系
檢察體系於制度上設有檢察署，分為最高檢察署、高等檢察署以及地方檢察署，各置檢察長、主任檢察官和檢察官，負責對刑事案件的偵察與起訴。法務部是檢察體系的主管機關。檢察體系的最高長官為檢察總長，同時是最高檢察署的首長。

## 爭議

### 死刑存廢
如同其他國家一般，由於當代對人權和實效的重視，在中華民國，剝奪生命權的合理性受少部分人士爭議，因此死刑存廢在中華民國成為有爭議的公共政策。在臺灣對於中華民國死刑制度及死刑存廢問題的事件與討論，始於陳水扁政府時期，時任中華民國法務部部長陳定南於2001年公開宣誓要推動廢除死刑。而後法務部也於2002年公布有關廢除死刑政策說帖，宣示漸進廢除死刑，以廢除絕對死刑、減少死刑判決等政策逐步廢除死刑。2005年12月26日，時任法務部部長施茂林下令在於高雄第二監獄槍決林盟凱、林信宏，此後他便拒絕簽署死刑執行令，到2008卸任為止沒有任何死刑犯伏法，在其任內留下29名死刑犯。中國國民黨2008年重新執政後，法務部部長王清峰主張廢除死刑，並公開表示「任內絕對不會批准死刑」，也不簽署執行已死刑定讞的44名死刑犯的處決。引發輿論爭議以及對死刑存廢的討論，後因此於2010年3月11日晚間被迫辭職。繼任部長曾勇夫於2010年4月30日重啟死刑執行。
主張廢除死刑的人常常因為「死刑是殘忍的刑罰制度」、「生命權不可回復」、死刑冤獄造成的問題比其他刑罰的冤獄嚴重許多」以及「死刑對殺人缺乏更強嚇阻效果，因此根據憲法比例原則，死刑可能超過最小侵害性」等出於人權的理由主張廢除死刑，而死刑無助治安、缺乏更強嚇阻效果的看法也確實有部分量化數據研究的支持；然而，民意普遍支持死刑，根據歷年來所做之相關民意調查，民眾對臺灣廢止死刑之意見，始終約有百分之八十的受訪者，表示反對，但如有相關配套措施，例如提高有期徒刑上限、無期徒刑假釋門檻等，反對意見則約下降至百分之四十。但在2010-2019年期間，即使有配套措施，反對廢除死刑的人一直都超過五成；而在2018年5月到6月期間，台灣連續發生14起命案，包括3起分尸案，事件再一次令死刑存廢問題成為熱議話題。這除了民眾普遍認為死刑有助維持治安，且確實有相當數量基於犯罪數據的學術研究支持死刑有助抑制謀殺、維持治安的說法外，支持死刑的人多半認為在刑事案件中，懲罰兇手、讓受害者得到撫慰，是讓公平正義得以伸張的做法，而「如果今天你家人被殺，你還會不會主張廢死？」或類似的問題，也經常被死刑支持者用以論證死刑對於受害者及其家屬的必要性，支持死刑者也常因為廢除死刑者面對這類問題時的表現，而認為廢除死刑的人對應當展現同理心的對象，如犯罪受害者，缺乏應有的同理心，廢除死刑也常視為妨礙公平正義實現的作為，而也確實曾經有謀殺受害者家屬感覺自己受到廢除死刑團體欺侮的報導，因此不能認為「廢死團體欺負謀殺受害者家屬」或者「廢死團體對謀殺受害者家屬造成二度傷害」之類的說法沒有根據；而認為廢除死刑妨礙公平正義、進而對受害者造成二度傷害的看法，也使得提倡廢除死刑的人和團體廣泛受到批評、被民眾普遍厭惡；而技術性拖延死刑執行的作法，也讓民眾失去對司法的信任，因此民眾對廢除死刑及相關人士的憤怒與憎惡，不全是不理性、媒體和名嘴炒作、對廢除死刑及相關團體的誤解、不理解、不完全理解或偏見等等所致，而是有一定合情合理的原因存在的，更不能因為民眾普遍對廢死團體和相關人士感到憤怒和強烈的反感，而認為民眾普遍不理性。

### 法官適任性
很多國家的人都不喜歡法官和律師等法律人，人們對法律人的厭惡也有著長久的歷史，而這可能和法律人目的性取向的思考方式、甚至這樣的思考方式會讓他們做出一些傷害普通百姓的事情，以及法律術語對多數人而言晦澀難解、法律人冷酷無情的刻板印象等等有關。而在中華民國，一些法官的判決也引發民間非議，尤其牽涉謀殺與性侵的判決更常受到類似的指責，而這種對法官的指責極其普遍，因此不能認為這種印象完全出自誤解、對法律和司法缺乏了解、對司法和公務人員的偏見、媒體和名嘴蓄意炒作帶風向、民眾普遍不理性、多數民眾不了解法理或其他類似的理由。判決結果引發民眾非議的法官，常又被稱為恐龍法官。
2016年7月，最高法院經全體法官決議，今後重大矚目案件新聞稿，將一律標示承審法官姓名，此一改革讓承審法官必須面對輿論監督與壓力，期望減少重大爭議判決。

### 修憲問題
吕炳宽等部分人士認為，中華民國憲法生於中國大陸、長於臺灣，其諸多條款因不適應這一變化而產生諸多问题。例如，因憲法規定國民大會代表須全國人民直選，而鑑於情勢無法在大陸實施次第選舉，故資深國大代表長期任職而出現了“萬年國代”。隨後的憲法增修條文解决了這些迫切需要解決的問題，但仍有眾多條文遠離現實。
谢政道认为，未来中华民国宪法的演变有以下几种可能：
| 宪法演化可能方式 | 演化可能問題或困境 |
| ---------------- | --- |
| 继续修宪         | 在保留原宪法框架下继续修宪，須經逾半數國民公民投票同意，因此具有難度。 |
| 第二共和宪法     | 顺应两岸现状，制定适合现实情况的第二共和宪法，把領土範圍限制為臺澎金馬。 同樣涉及修宪，須經逾半數國民公民投票同意，難度較高，亦容易引起中華人民共和國一方在反分裂國家法當中的台獨爭議，對於台海現狀的風險也高。 |
| 臺灣憲法         | 制定以台灣為主體的新憲法，建立完全以台灣為主體的正常國家。 因為此做法被中共政權視為正式分割台灣與中國大陸在法律上的關係，對於台海現狀的風險威脅最高，且中華民國的憲法演化問題本身仍未獲得解決。                 |
| 恢复原文         | 完全恢復中華民國憲法原文。此做法可能面臨憲法既不適用於大陸地區現狀、也不符合自由地區民意的狀態。 |

### 轉型正義
中華民國政府播遷至台後，曾實行長達近四十年的戒嚴，而這段期間發生了大量司法迫害的事件；解嚴後，戒嚴時期經軍事審判的非現役軍人刑事案件，卻也被以國家安全法限制了原先依戒嚴法規定可上訴或抗告的權利。2017年12月5日，立法院三讀通過《促進轉型正義條例》。2018年5月31日，促進轉型正義委員會正式掛牌成立，辦公室位址則位在臺北市大安區；而平復司法不公、重新調查侵害平等原則的指標性政治審判案件，以及回復與賠償受害者或其家屬的名譽及權利損害等，都是促進轉型正義委員會的職責之一。從2018年10月4日至2019年5月30日，促進轉型正義委員會已經公布四波刑事有罪判決撤銷名單，總共辦理5,837人的判決撤銷作業。2022年5月30日，促進轉型正義委員會依《促進轉型正義條例》規定解散。

## 法律資源

### 憲法
- 《中華民國憲法》本文（維基文庫）
- 《中華民國憲法》增修條文（維基文庫）

### 公民投票法
- 外部連結：公民投票相關法規編彙
- 《公民投票法》（維基文庫）
- 外部連結：《公民投票法施行細則》全文

### 其他
- 立法院法律系統（页面存档备份，存于）
- 全國法規資料庫（页面存档备份，存于）（包括命令及英譯）
- 《中央法規標準法》（維基文庫）
- 《人民團體法》（維基文庫）

## 外部連結
- Taiwan Law Resources（页面存档备份，存于）
- The Judicial Yuan（页面存档备份，存于）
- The Ministry of Justice（页面存档备份，存于）
- Taipei District Prosecutors Office（页面存档备份，存于）
- Legislative Yuan（页面存档备份，存于）
- Executive Yuan（页面存档备份，存于）